# Bambusówka chińska
Bambusówka chińska (Bambusicola thoracicus) – gatunek średniej wielkości ptaka z rodziny kurowatych (Phasianidae). Zamieszkuje Chińską Republikę Ludową, introdukowany w Japonii. Nie jest zagrożony. Często spotykany w hodowli.

## Systematyka
Gatunek ten formalnie jako pierwszy opisał Coenraad Jacob Temminck w 1815 roku pod nazwą Perdix thoracica. Jako miejsce typowe błędnie wskazał Indie, w rzeczywistości były to Chiny. Obecnie gatunek umieszczany jest w rodzaju Bambusicola.
We wcześniejszych ujęciach systematycznych wyróżniano dwa podgatunki – thoracicus i sonorivox (bambusówka rdzawoplama), jednak obecnie (2023) oba taksony uznawane są za osobne gatunki.

## Morfologia
Długość ciała: 30–32 cm

Masa ciała: 200–350 g

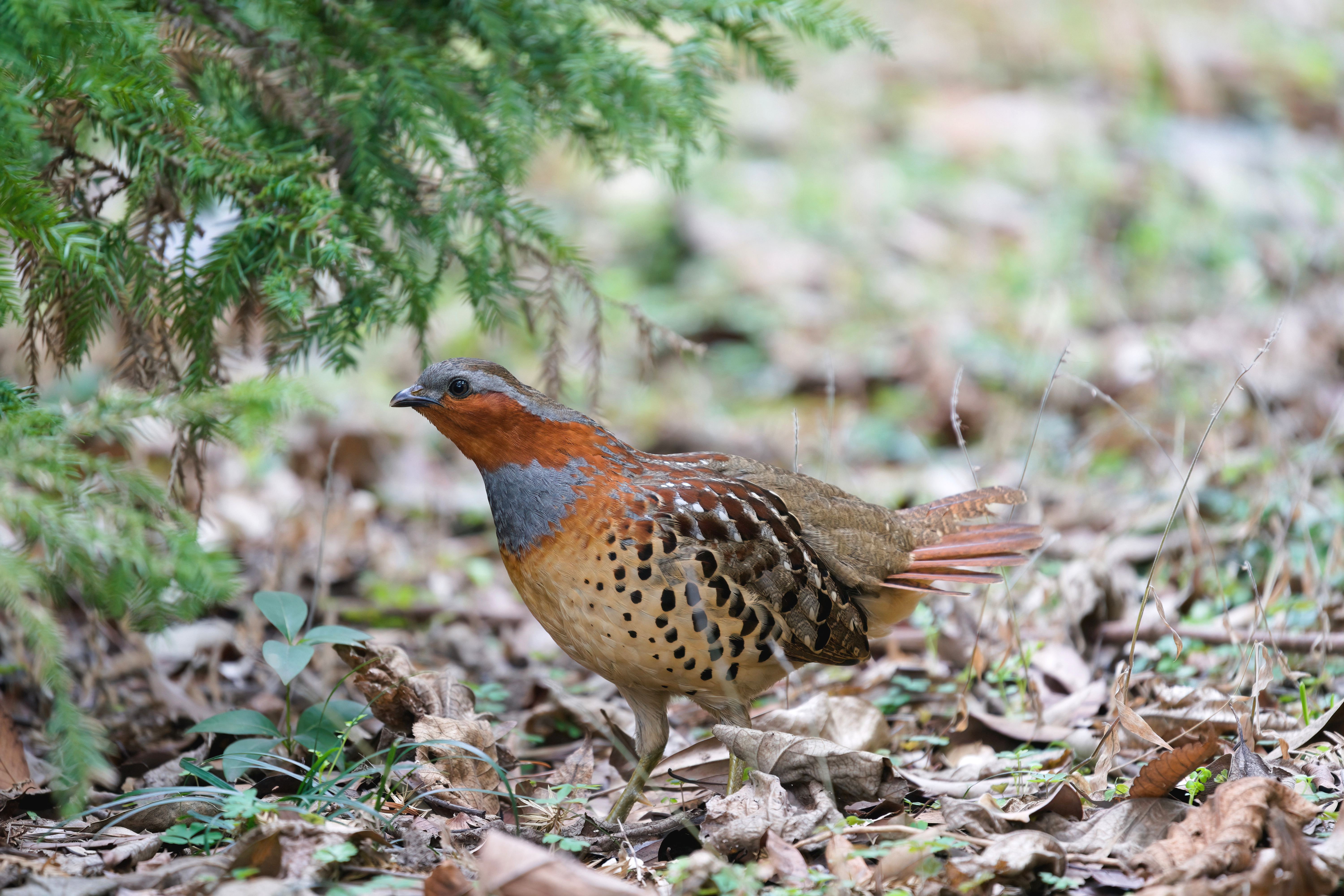
Osobnik sfotografowany w prowincji Hubei

Samiec jest większy od samicy i ma ostrogi, samica nie ma ostrogów. W odniesieniu do ubarwienia upierzenia dymorfizm płciowy niski. Plecy są nakrapiane na kolor kasztanowy, z czarnymi plamkami na bokach i powyżej. Nad okiem i na dół do szyi jest koloru szarego.

## Zasięg występowania
Bambusówka chińska występuje w południowej i wschodniej Chińskiej Republice Ludowej – od prowincji Syczuan na wschód po Zhejiang i na południowy wschód przez Kuejczou do prowincji Guangdong. Wprowadzona do Japonii.

## Ekologia i zachowanie

### Środowisko
Zasiedla gęste zarośla, bambusowe lasy, łąki, spotykana również w parkach. Występuje zazwyczaj do wysokości 1000 m n.p.m., rzadko wyżej – do 2000 m n.p.m. Zimą zbierają się w grupy nawet do 40 osobników.

### Lęgi

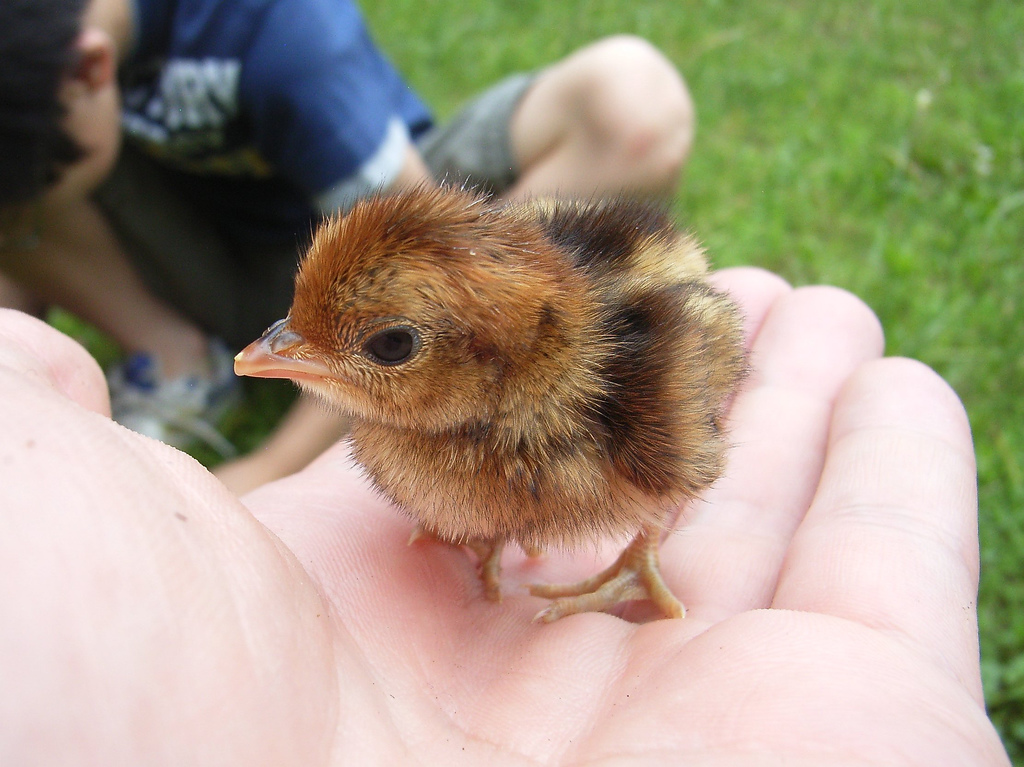
Dwudniowe pisklę

Rozród: Gatunek monogamiczny. Samiec może pozostawać z samicą w czasie wysiadywania jaj i prowadzenia piskląt.

Gniazdo: na ziemi, w płytkim zagłębieniu, zwykle pod osłoną skały lub kępy trawy.

Okres lęgowy: zależy od regionu. Zwykle koniec kwietnia i na początku maja, czasem może wyprowadzać drugi lęg.

Jaja: znosi 4–7 jaj

Wysiadywanie: 18 dni

Pisklęta: Oboje rodzice zajmują się wychowaniem piskląt.

### Pożywienie
Bambusówki chińskie żywią się głównie bambusem, ale ich dieta obejmuje również szeroki wybór nasion, jagody, pędy i bezkręgowce.

## Status
Międzynarodowa Unia Ochrony Przyrody (IUCN) zalicza bambusówkę chińską do kategorii najmniejszej troski (LC – Least Concern). Liczebność populacji nie została oszacowana, ale ptak ten jest pospolity na wielu obszarach. Trend liczebności populacji uznawany jest za spadkowy ze względu na utratę siedlisk oraz nadmierne polowania.